# 박찬 (1925년)
박찬(朴燦, 1925년 1월 28일~2021년 7월 13일)은 대한민국의 법조인, 정치인이다. 제9대 국회의원을 지냈다. 종교는 불교이다. 

## 생애
1925년 경상북도 의성군에서 태어났다. 6년제인 대륜중학교를 졸업였으며 고려대학교 정법대학 법학과를 졸업한 뒤 1951년에 실시된 제2회 고등고시 사법과에 합격했다.1955년에 대구지검 검사로 임용되었으며 1961년에 변호사 활동을 시작했다.
1971년에 치러진 대한민국 제8대 국회의원 선거에서 민주공화당의 공천을 받아 대구시 서구 선거구에 출마하였으나 48.03%의 득표율로 2위로 낙선했다. 1973년에 치러진 대한민국 제9대 국회의원 선거에서 민주공화당 소속으로 대구시 중구·서구·북구 선거구에 출마했으며 39.37%의 득표율로 제9대 국회의원에 당선되었다.
2021년 7월 13일, 96세의 나이로 사망했다.

## 역대 선거 결과
|  | 48.03% |

|  | 39.37% |